# Il Gesù
Il Gesù (officiellt Santissimo Nome di Gesù) är jesuitordens moderkyrka i Rom, belägen vid Piazza del Gesù i närheten av Piazza Venezia, i Rione Pigna. Kyrkobyggnaden stod färdig före år 1600, men därefter har omfattande utsmyckningar tillkommit. Il Gesù är en av Roms mest imposanta kyrkor med en överdådigt utsmyckad barockinteriör. Il Gesù stiftades 1965 som kardinaldiakonkyrka. Nuvarande kardinaldiakon är Gianfranco Ghirlanda.

## Byggnadshistoria
Jesuitorden hade 1540 stadfästs av påven Paulus III, och kort därpå flyttade grundaren Ignatius av Loyola med sina anhängare till ett litet hus i närheten av Palazzo Venezia och övertog en befintlig kyrka, Santa Maria della Strada, uppförd på 1100-talet av familjen Astalli. Den blev dock snart otillräcklig, men finansiella problem och svårigheter att förvärva tomtmark försenade en nybyggnad. Arbetet på den nya kyrkan, Il Gesù, tog fart efter 1568, sedan kardinalen Alessandro Farnese, Paulus III:s sonson, ställt medel till förfogande. Men först 1580 avträdde familjen Astalli den mark som behövdes för att koret skulle kunna uppföras.
De slutliga planerna för kyrkan utfördes av familjen Farneses arkitekt, Vignola. Kyrkan fick korsform med grunda tvärskeppsarmar som inte sköt ut utanför sidokapellen och kupol över korsmitten. Långhuset var avsett för predikan och kordelen för mässfirandet. Mässor kunde också firas samtidigt i sidokapellen. Med denna grundplan slog en ny, rationell kyrkotyp igenom, som skulle komma att utgöra prototyp för otaliga kyrkobyggnader. Byggnadshistorien karakteriseras dock av motsättningar mellan jesuiterna och kardinal Farnese. Jesuiterna önskade en enkel gudstjänstlokal med platt tak för akustikens skull, medan kardinalen ville se en monumental kyrka och insisterade på att den skulle välvas. Il Gesù var det första större kyrkoprojektet i Rom sedan 1500-talets början. När den stod färdig var kyrkan den näst största i Rom efter Peterskyrkan.

## Interiören
Jesuiterna ville ha en enkel och asketisk interiör. Därför begränsades dekoren ursprungligen till kupolrummet och sidokapellen. De senare är till stora delar bevarade i ursprungligt skick, medan resten av kyrkorummet förändrats avsevärt. De mest omfattande förändringarna ägde rum under de sista decennierna av 1600-talet. Valven utsmyckades med fresker av Giovanni Battista Gaulli (kallad Baciccia); kontraktet undertecknades 1672. I kupolen målades himlaskarorna och i pendentiven nedanför evangelister, kyrkofäder, profeter med mera.
Långhusets valv, fullbordat 1679, är en allegori över Jesu namn: det har formen av monogrammet IHS (de första bokstäverna på grekiska), som också är jesuiternas emblem, och det tillbeds av himlens härskaror. Valvet tycks öppna sig mot de högsta himlasfärerna, samtidigt som skaror av änglar stiger ner i det verkliga rummet. Illusionen förstärks av att de nedersta molntapparna kastar skugga i valvet, och att änglarna här är utförda som tredimensionella skulpturer. I absiden framställs tillbedjan av Lammet. Denna fresk utfördes 1680-1683, arbetena fördröjdes av utdragna diskussioner med hertigen Ranuccio Farnese. Alessandro Farnese hade ursprungligen tänkt sig att göra koret till sitt gravkapell, och familjen Farnese hade förbehållit sig patronatsrätten. Patronatsrätten gav rätt att bestämma över kapellens utformning, och det är orsaken till att Gaulli inte fick måla valvet i höger tvärskepp; kardinalen Giovanni Francesco Negroni insisterade på att uppdraget skulle anförtros åt Giovanni Andrea Carlone.
Gaulli hade i förhandlingarna om uppdraget att dekorera kyrkan fått stöd av Bernini, som stod nära jesuiternas ordensgeneral, padre Oliva, och Bernini har säkerligen bidragit till projektets slutliga utformning. Kombinationen av illusionistiskt måleri och skulptur bär Berninis prägel. 
Korkapellet var vigt åt Kristi omskärelse, som var intimt förknippad med namngivandet. Tvärskeppets kapell vigdes ursprungligen åt Korsfästelsen respektive Uppståndelsen, men de vigdes åt Ignatius av Loyola och hans följeslagare Frans Xavier i samband med att de helgonförklarades 1622. Kapellen omgestaltades av Pietro da Cortona. I det högra förvaras Xaviers ena arm i ett relikvarium, nedanför en altarmålning som föreställer hans död i Fjärran Östern. För Ignatius kapell mittemot utformade jesuiten padre Andrea Pozzo ett utomordentligt rikt dekorerat altare (1695-1699).
Korets absid kläddes med marmor på 1840-talet, och samtidigt gjordes högaltaret om. Långhusets väggar behöll sin ursprungliga ljusa puts fram till 1858, när de kläddes med marmor, och kapitäl och andra arkitektoniska och skulpturala element förgylldes. Allt detta är ett överdådigt monument över jesuitordens återupprättande; den hade upplösts i slutet av 1700-talet.

## Fasaden
Även Il Gesùs fasad blev stilbildande. Den var föremål för Alessandro Farneses särskilda intresse. En tävling utlystes, där Vignola fick stå tillbaka för Giacomo della Porta (1571). Kyrkan och fasaden stod helt färdiga 1584. Fasadens betydelse förklaras av det iögonfallande läget vid Via Papalis, den gamla processionsvägen från Peterskyrkan till Lateranen. På den tämligen starkt artikulerade fasaden konkurrerar Farneses vapen med jesuiternas Kristusmonogram. Den förkroppade gördelgesimsen betonar horisontaliteten, medan kolossala kolonner och pilastrar ger en vertikal strävan.
Till höger om kyrkan ligger Casa Professa, jesuiternas högkvarter fram till 1920-talet, uppfört 1599-1623 av Girolamo Rainaldi. Byggnaden bekostades av kardinalen Odoardo Farnese. De stränga fasaderna har i stort sett bibehållit sitt ursprungliga utseende, även om moderna gaturegleringar medfört vissa förändringar. När byggnaden uppfördes, sparade man Ignatius bostad – fyra små rum. En korridor utanför rummen är dekorerad med fresker och skenperspektiv av padre Andrea Pozzo (cirka 1690).

## Titeldiakonia
Santissimo Nome di Gesù stiftades som titeldiakonia av påve Paulus VI år 1965.
Kardinaldiakoner
- Michele Pellegrino: 1967–1986
- Eduardo Martínez Somalo: 1988–1999; titulus pro hac vice: 1999–2022
- Gianfranco Ghirlanda: 2022–

## Bilder

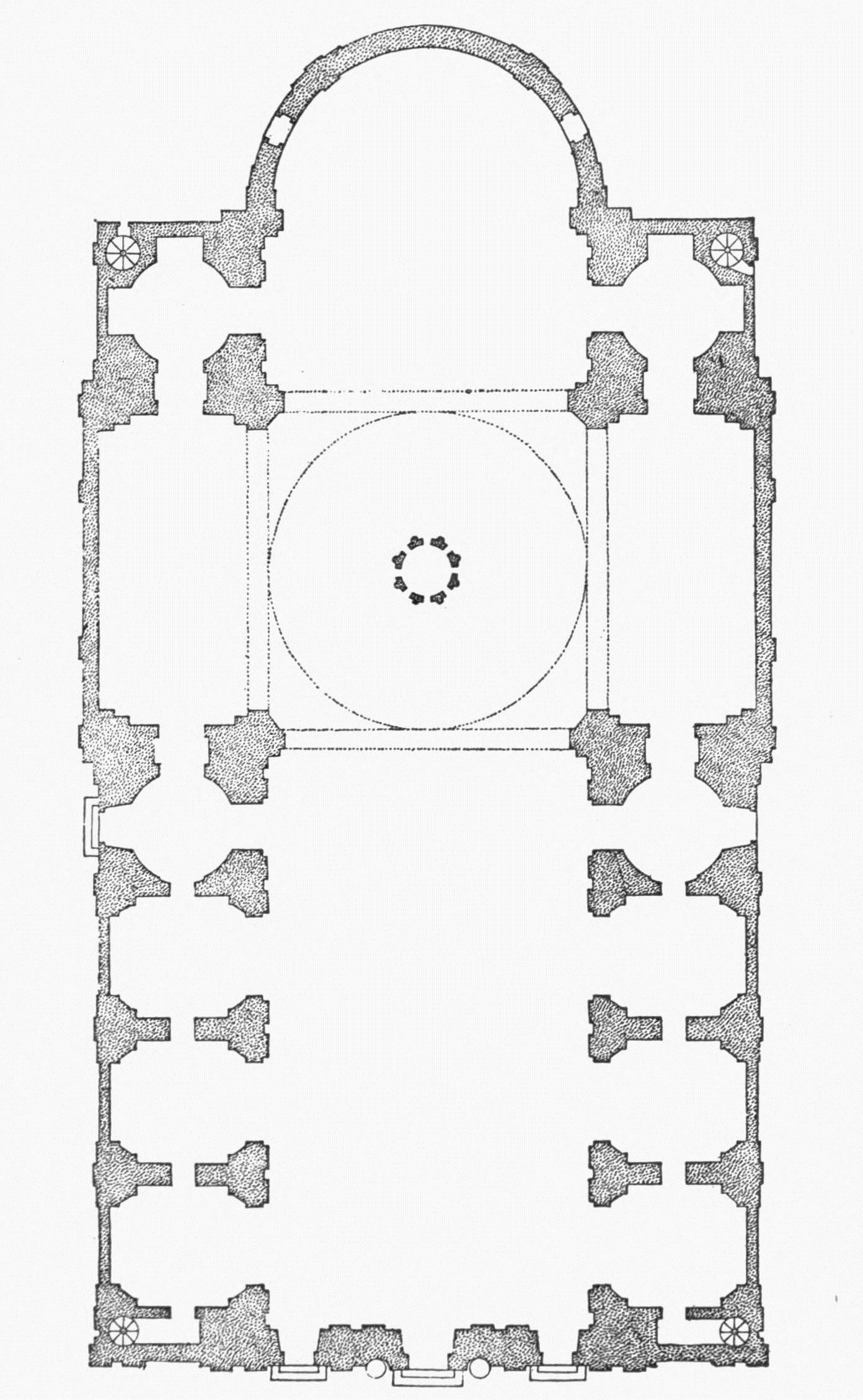
Kyrkans grundplan.
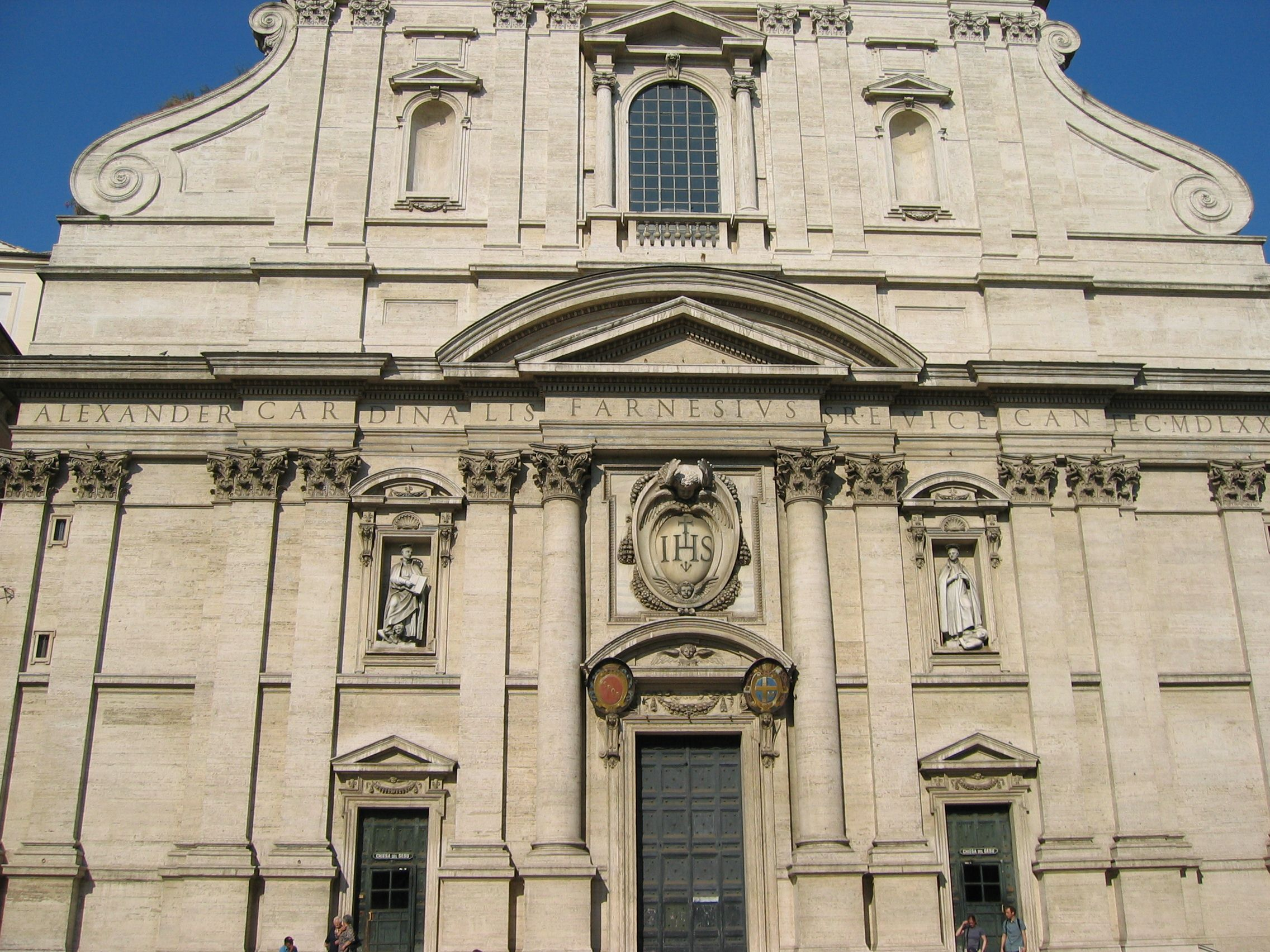
Parti av fasaden.
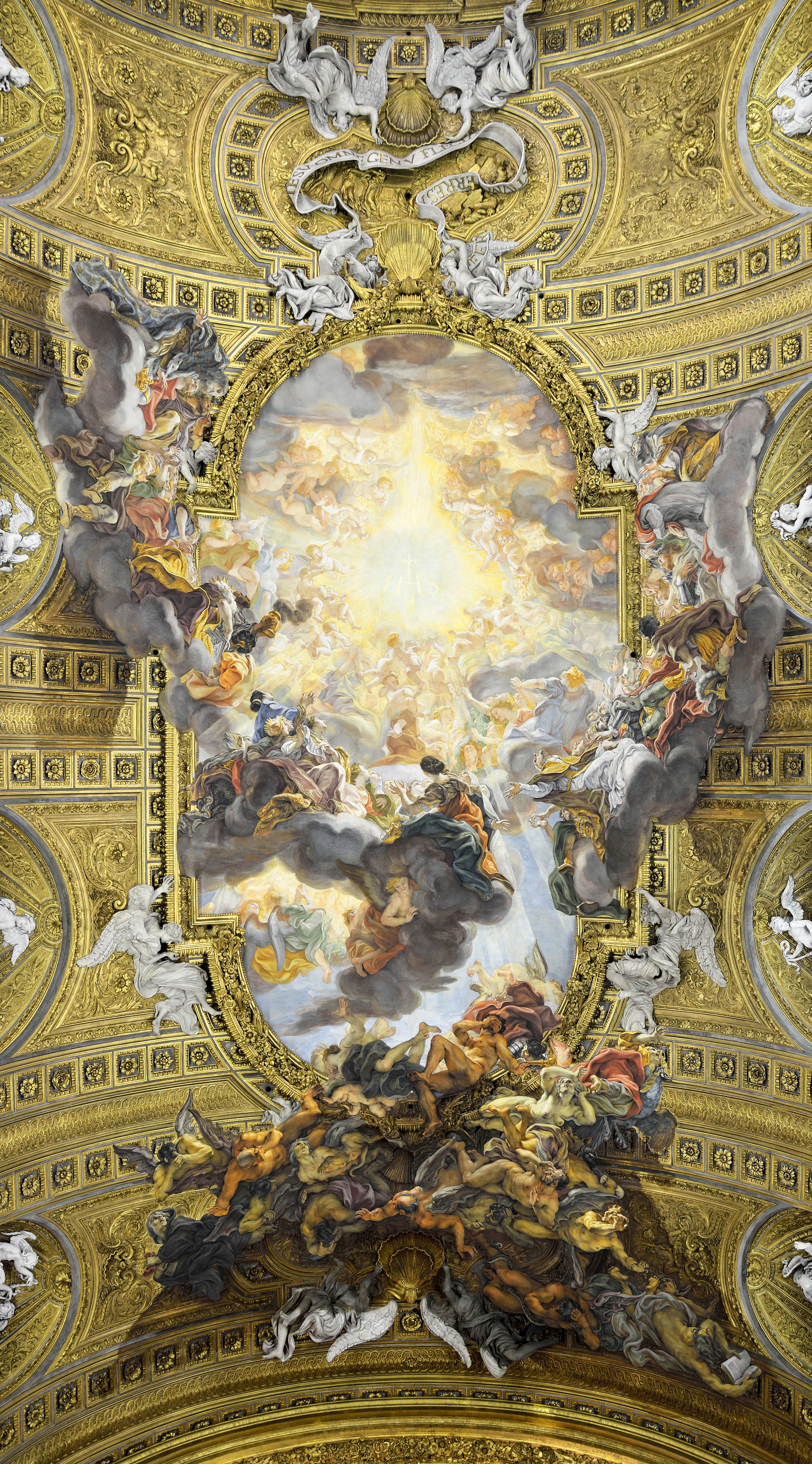
Långhusets takfresk av Baciccia.
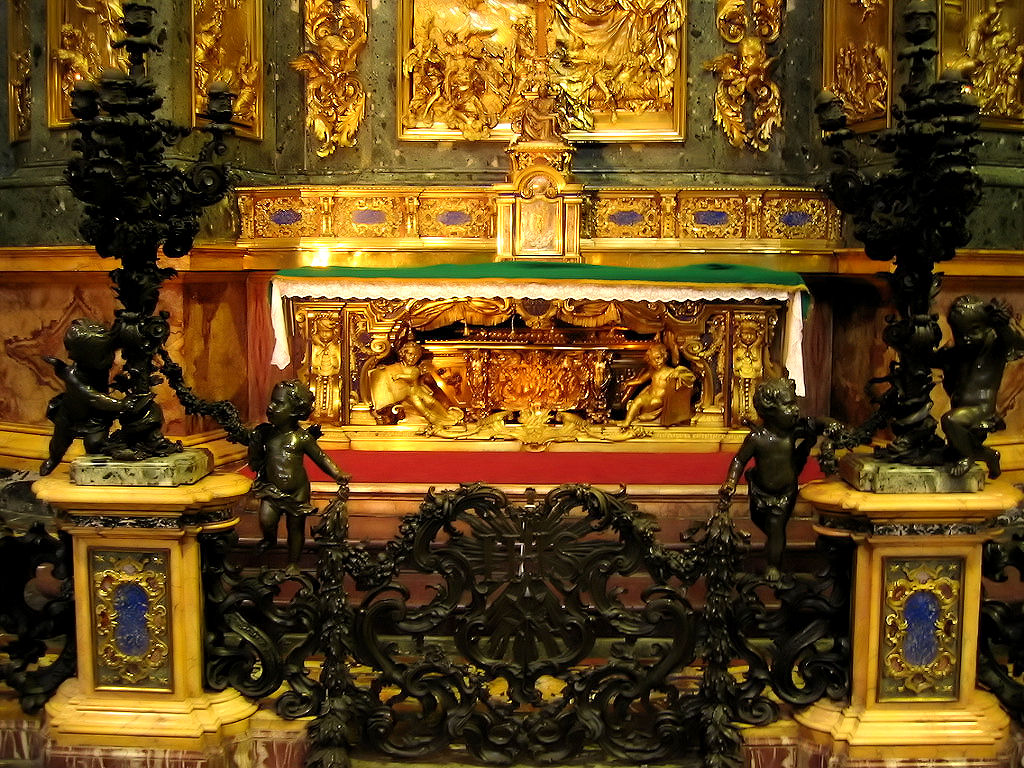
Sankt Ignatius förgyllda relikskrin, utfört av Alessandro Algardi.
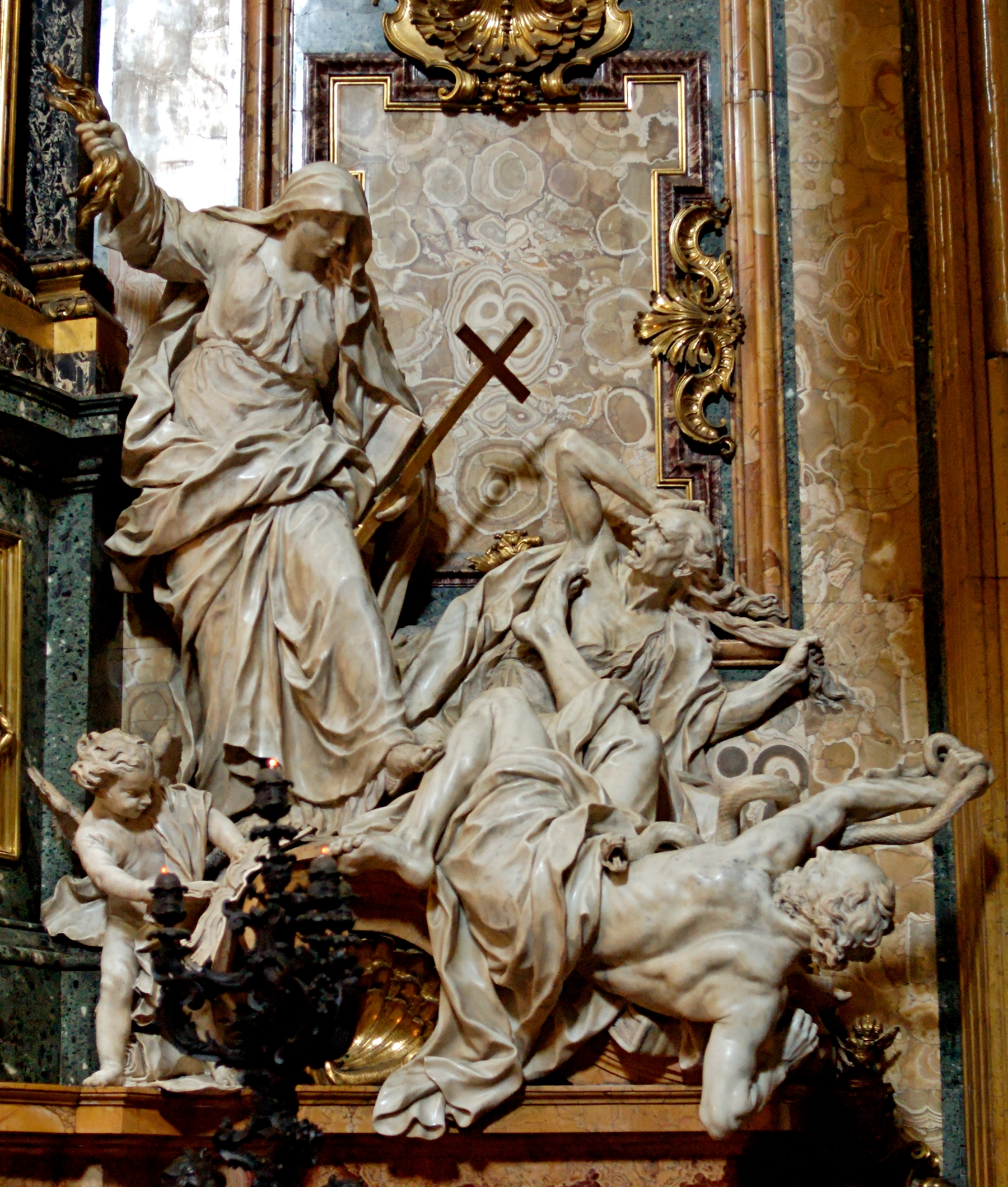
Skulpturgruppen Religionen övervinner kätteriet, utförd av Pierre Legros den yngre.
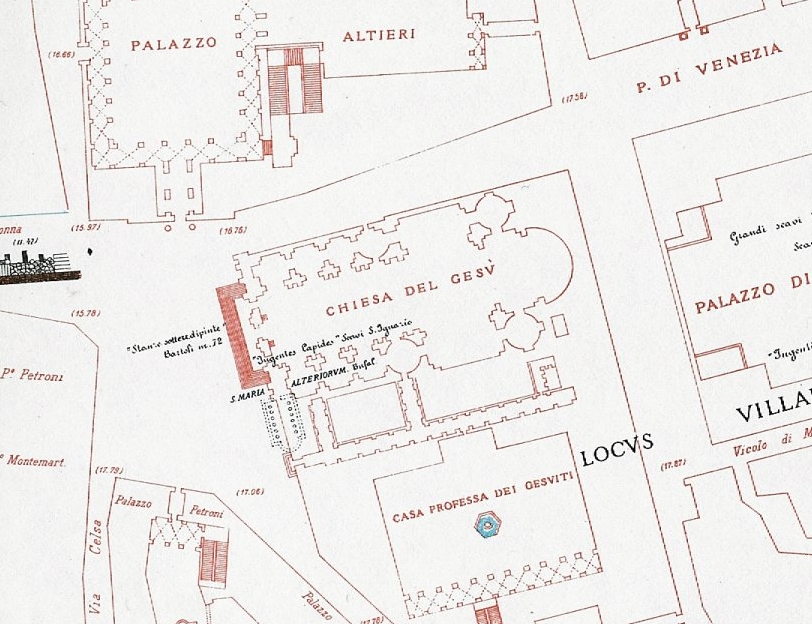
Il Gesù på Rodolfo Lancianis Rom-karta från 1893–1901.